# 特里普拉民族解放阵线
特里普拉民族解放阵线（Nationalist Liberation Front of Tripura, NLFT）是印度特里普拉邦的一个民族主义组织，该组织致力于脱离印度，并建立一个独立的特里普拉国。该组织被印度当局视为恐怖组织。该组织成立于1989年，路线为特里普拉民族主義。
根据估计，该组织活跃分子至少有550-850名。该组织曾数次发动袭击事件。
2019年该组织与印度政府和特里普拉邦政府签订了和平协议，结束了特里普拉的叛乱活动。